# Helmholtzův rezonátor

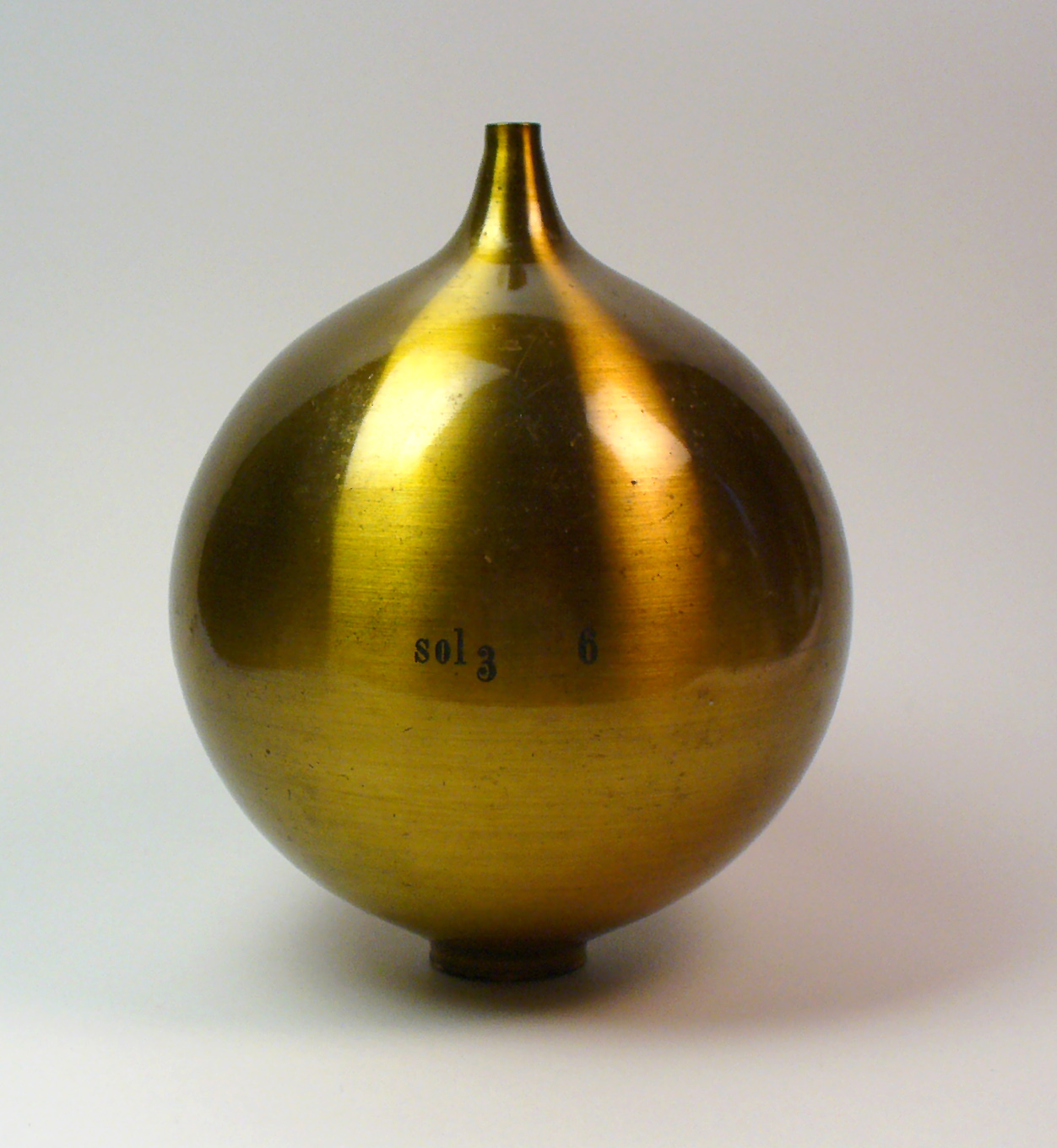
Mosazný Helmholtzův rezonátor (kolem roku 1900)

Helmholtzův rezonátor je akustický rezonátor. Jde o prostředek k utlumení zvuku v místnosti. Pojmenován je po Hermannu von Helmholtzovi.
Princip je používán například v kinech či místnostech s tiskárnami a podobně. Zde má podobu dírkované předstěny, jejímiž otvory proniká nežádoucí zvuk, který se odráží od pevné stěny za dírkovanou předstěnou a uvádí do jakéhosi protitaktu zmíněnou dírkovanou stěnu, která je pružná. Kritické jsou rozměry otvorů, vzdálenost od pevné zdi, materiál předstěny.